# Lessonia rufa
Lessonia rufa е вид птица от семейство Tyrannidae.

## Разпространение
Видът е разпространен в Аржентина, Боливия, Бразилия, Парагвай, Уругвай, Фолкландски острови и Чили.